# پنجاه و یکمین مراسم جایزه گرمی
پنجاه و یکمین مراسم جایزه گرمی، در ۸ فوریه ۲۰۰۹ در استیپلز سنتر در لس‌آنجلس برگزار و از شبکه سی‌بی‌اس پخش شد. الیسون کراوس و رابرت پلنت هرکدام ۵ جایزه برنده شدند، که بیشترین مقدار در مراسم بود.